# 15896 Birkhoff
15896 Birkhoff eller 1997 LX5 är en asteroid i huvudbältet som upptäcktes den 13 juni 1997 av den italiensk-amerikanske astronomen Paul G. Comba vid Prescott-observatoriet. Den är uppkallad efter den amerikanska matematikern George David Birkhoff.
Den tillhör asteroidgruppen Massalia.